# ムハンマド・ジア＝ウル＝ハクの死
ムハンマド・ジア＝ウル＝ハクの死（英: Death of Muhammad Zia-ul-Haq）は、1988年8月17日にパキスタン空軍のC-130B輸送機がバハーワルプルのサトレジ川近くに墜落し、第6代パキスタン大統領のムハンマド・ジア＝ウル＝ハクが死亡した航空事故の通称である。側近であったアクタル・アブドゥル・ラフマンやアーノルド・ルイス・ラフェル駐パキスタン米国大使など搭乗者30名全員が死亡した。
ジアの死亡を公式に発表したのは事故の2～3時間後にパキスタン放送協会とパキスタン国営放送でジアの死に伴い大統領代行となったグラーム・イスハーク・ハーンが発表した。ジアの国葬はイスラマバードのファイサル・モスクで行われ、約100万人の弔問客が集まった。

## 背景
1988年8月17日、ジアは代表団を率いてバハーワルプルに到着し、2人のアメリカ人キリスト教宣教師とともにバハーワルプルで殺害されたアメリカ人修道女の死を悼むために地元の修道院を訪れた。その後、タメワリにある実験場に立ち寄った。そこで行われたアメリカ軍のM1エイブラムスの実弾射撃訓練を見学した後、ジア大統領一行は軍のヘリコプターで出発した。この軍事演習は、アメリカ陸軍の主力戦車であるM1エイブラムスがパキスタン軍に配備されることになったため、当時第1機甲師団の総司令官だったマフムド・アリ・ドゥラニ少将が企画したものだった。

## 事故の発生
1988年8月17日15時40分（PKT）、VIP便はバハーワルプル空港を離陸した。ジア＝ウル＝ハクと一緒にいたのは、アーノルド・ルイス・ラフェル駐パキスタン米国大使、在パキスタン米軍代表部のハーバート・M・ワッソム准将、パキスタン陸軍幹部ら総勢30人であった。飛行機にはエアコン付きのVIP部屋が備え付けられており、ジアとアメリカ人ゲストはそこに座った。そこは、乗務員や後部の乗客・荷物セクションとは壁で仕切られていた。
飛行機は予報されていた嵐に先駆け、早めにバハーワルプルを出発した。2分30秒の間、晴れ渡った空に上昇した。離陸は問題なくスムーズだった。15時51分（PKT）、バハーワルプルの管制塔は連絡を失い、飛行機は上空から急降下し、粉々に吹き飛ぶほどの勢いで地面に激突し、残骸が広範囲に散乱した。パキスタンの公式調査に引用された目撃者の証言によると、C-130は離陸直後に低空飛行をしながらその後「上下に動き」始め、その後「垂直に近い急降下」に入り、衝撃で爆発、乗員全員が死亡したという。この墜落事故については多くの調査が行われたが、多くの人が納得のいく原因は見つからなかった。

## 調査
アメリカ政府はパキスタン側を支援するため、アメリカ空軍将校の調査チームを派遣したが、パキスタンの調査チームとアメリカ空軍の調査チームの結論は大きく異なり、双方に対する不信感だけでなく、多くの議論や口論に発展した。

### アメリカ側の調査結果
エリー＝ラフェル夫人と、ワッソム司令官の未亡人は、米国の調査官から、墜落の原因はC-130によくみられる機械的な問題であり、コロラド州でも同じような事故がC-130で発生し、辛うじて墜落を免れたと聞かされた。マフムド・アリ・ドゥラニもまた、幾度となく問題のあったC-130が悪いとした。
墜落事故後、アーノルド・ルイス・ラフェルの後任として米国大使に就任し、調査の指揮を執ったロバート・オークリーもまた、以下のような問題を指摘している。まずオークリーは、20〜30機のC-130が同様の事故を起こしていると指摘している。オークリーは加えて、機械的な欠陥というのは尾翼製造において発生した油圧装置の問題であると特定した。アメリカ空軍のパイロットは同様の事故の発生から、緊急事態に対処の訓練などを行っていたが、まだパキスタンのパイロットはC-130の経験が乏しく、また低空飛行であったため、対処能力が低かったとした。
ローナン・ファローによれば、FBIにはこの事件を調査する法的権限があったが、ジョージ・シュルツに「近づくな」と命じられたという。また、CIAも調査しなかった。墜落現場に居合わせた空軍の調査官は、機械的故障を否定したが、その報告書は公表されなかった。

### パキスタン側の調査結果
墜落から数週間後、パキスタンの調査官によって365ページに及ぶ極秘報告書の27ページに及ぶ要約が発表され、その中で、航空機の昇降舵制御システムに問題があった可能性の証拠と、コントロール・ケーブルのほつれや折れが見つかったと発表された。米国の研究所による分析では、昇降舵制御システムに真鍮とアルミニウムの粒子による「広範な汚染」が見つかったが、報告書は「機械的な故障による昇降舵制御システムの故障は事故の原因の選択肢から除外される」と述べた。同報告書は、航空機メーカーのロッキード社の「システム内で見つかった問題と言っても、通常、摩耗以外の問題は発生していない」というコメントを引用している。
報告書は、昇降舵制御システムの問題は、最悪の場合、オーバーコントロールにつながる制御の遅れを引き起こしたかもしれないが、事故には至らなかったと結論づけた。機械的な原因がない場合、パキスタンの調査団は墜落は機内において乗客の妨害行為によるものだと結論づけた。機内で爆発があったという決定的な証拠は見つからなかったが、機内で発見されたマンゴーの種子とロープの一部から小型爆発物に使用される可能性のある化学物質が検出されたという。また、「パイロットを何らかの方法で操縦できない状態にし、確実に事故を起こし全員を死亡させる結末にするために化学物質が使用された可能性は依然として高い」と付け加えた。

### ジャーナリストの調査
BBCでウルドゥー語放送の責任者となったジャーナリストで作家のモハメド・ハニフは、1996年以降ロンドンで働いていたとき、ジアがどのように殺されたかを突き止めることで「頭がいっぱいになった」とアメリカのジャーナリスト、デクスター・フィルキンスに語った。ハニフは電話をかけ、ジアの周囲の人々の生活を調査し、犯人の可能性を「CIA、イスラエル人、インド人、ソビエト人、軍内部のライバル」のどれかに絞った。彼は後に「沈黙に直面した」と述べている。「ジアの嫁も、大使の嫁も、陸軍の誰も口を割らなかった。私は気づいたんだ、私が真相を知ることなどあり得ないと......」そうハニフは述べた。ハニフは後に『マンゴー爆発事件』という小説を書き、4つの暗殺事件が同時に起こる様子をユーモラスに描写した。暗殺される可能性があるのは、パキスタン陸軍の幹部、殺人を代行する可能性がある労働組合（ジアは反共政策を推し進めており、左派である労働組合が事件を起こした可能性もあり得る）、レイプ後に被害者であるにもかかわらず姦通罪で投獄された盲目の女性の恨みによる殺人を代行した者、そしてジアに殺された陸軍将校の息子であるとハニフは結論付けた。

## 諸説
1988年から1991年まで『ニューヨーク・タイムズ』紙の南アジア支局長を務めたバーバラ・クロゼットはこう述べている：
| 「 | 1988年8月にパキスタンのムハンマド・ジア＝ウル＝ハク大統領（兼陸軍大将）が死亡した謎の墜落事故は、20世紀におけるあらゆる政治的テロリズムの中で、アメリカ国内でこれほど大きな関心を呼んだものはない。 | 」 |

世間に出回る陰謀論を証明するような証拠は見つかっていないが、ソ連、インド、そしてアメリカが関与しているという説がいくつかある。ジアの死は常に陰謀論のネタの対象であるわけである。

### ソ連による暗殺
墜落事故にソビエトが関与しているのではないかという疑念をかき立てたのは、死者のひとりが統合参謀本部委員会委員長で、パキスタンの情報機関であるパキスタン軍統合情報局（ISI）の元トップ、アクタル・アブドゥル・ラフマンだったことだ。アブドゥル・ラフマンは、アフガニスタンのムジャーヒディーン（ソ連のアフガン侵攻に対する対ソ連組織）の支援などを指導していたからであった。

### アメリカによる暗殺
ハミド・グルはタイムズ紙に、ジアは「外国の勢力」の陰謀で殺されたと語った。初期の報道では、ラフェルは直前になって搭乗客として載ることが決定したとされ、アメリカを非難する陰謀論が煽られた。しかし、ラフェルの嫁は、夫は常にジアに同乗するつもりであり、直前に搭乗客リストに追加されたのはハーバート・M・ワッソム駐パキスタン米国軍事援助団長であったと述べている。

### パキスタン軍による暗殺
パキスタン軍自体に不満を持つ上級将校の存在も指摘されており、パキスタン軍による暗殺の可能性も否めない。

### その他の説
ベーナズィール・ブットーの弟ムルタザ・ブットー率いる反ジア派組織、アル・ズルフィカールの犯行を疑う者もいた。ジアの息子イヤズ・ウル＝ハクは、事故の1年後、バーバラ・クロゼットに対し、ムルタザらがが関与していることは「101パーセント間違いない」と語った。ベーナズィール・ブットは、死亡事故は「神の御業」であったかもしれないと関与を示唆した。
『ワールド・ポリシー・ジャーナル』誌2005年秋号に寄稿したジョン・ガンサー・ディーン元駐インド米国大使は、パキスタンがインドに対抗するために核兵器を開発したことへの報復として、また、有能なイスラム教徒・イスラーム社会の指導者であったジアが米国の外交政策に影響を与え続けることを阻止するために、イスラエルの諜報機関であるイスラエル諜報特務庁（モサド）がジアの暗殺を画策したと非難した。しかし、ディーンは自身の主張には何の証拠もないと言った。

## 影響
パキスタン政府は、イスラマバードにあるファイサル・モスクに隣接する、特別に作られた白い大理石の墓に軍人の栄誉とともに埋葬されたジア・ウル＝ハクの国葬を執り行うことを発表した。葬儀には、バングラデシュ、中国、エジプト、イラン、インド、トルコ、アラブ首長国連邦の大統領、アーガー・ハーン4世、サウジアラビアとヨルダンの王室代表を含む30カ国の首脳が参列した。葬儀には、アメリカの主要政治家、イスラマバードのアメリカ大使館職員、パキスタン軍の要人、陸海空軍の参謀長らも参列した。葬儀は1988年8月19日、墜落事故からわずか70時間後に首都イスラマバードで執り行われた。式典は、軽砲21門による一斉射撃を含むジアの軍事的な栄誉を称える儀礼を行った後執り行われた。式典の間、100万人近い弔問客が「ジア＝ウル＝ハク、太陽と月が天にある限りあなたは生き続ける」と唱えた。彼は、ジアがサウジアラビアのファイサル国王とパキスタンとサウジアラビアの友好に敬意を表して建設を命じたファイサル・モスクの前にある4×10フィートの墓に埋葬された。後任のグラーム・イスハーク・ハーン大統領代行をはじめ、統合参謀本部委員会のメンバー、軍・文民の高官、さらには中国の楊尚昆国家主席、バングラデシュのフセイン・モハンマド・エルシャド大統領、アメリカのジョージ・P・シュルツ国務長官といった外国の要人も出席した。シュルツはジアを「自由のために闘った偉大な闘士」と呼び、ジョージ・H・W・ブッシュ副大統領は彼を「偉大な友人」と呼んだ。
その後、1988年に選挙が行われ、ベーナズィール・ブットーが首相に就任した。